# Yumeno Kyūsaku

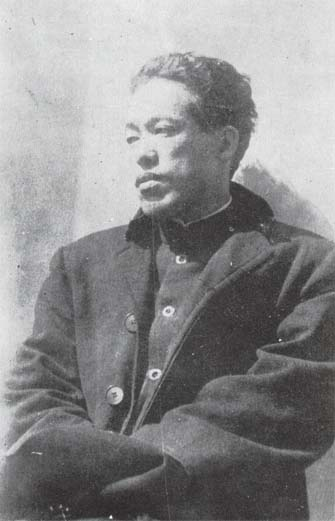
Kyūsaku Yumeno

Yumeno Kyūsaku (jap. 夢野 久作; eigentlich: Sugiyama Yasumichi (杉山 泰道), Kindheitsname: Naoki (杉山 直樹); * 4. Januar 1889; † 11. März 1936) war ein japanischer Schriftsteller.
Der Sohn des ultranationalistischen Politikers und Mitglieds der Gen’yōsha, Sugiyama Shigemaru, studierte an der Keiō-Universität. Er leitete dann eine Farm, war kurze Zeit buddhistischer Priester, Nō-Lehrer und Journalist. Er schrieb zunächst Märchen, bevor er sich im Alter von fünfundvierzig Jahren als Autor von phantastischen Kriminalgeschichten profilierte. Als seine Hauptwerke gelten die Romane Binzume jigoku (瓶詰の地獄) – „In Dosen verpackte Hölle“ 1928, Kōri no hate (氷の涯) – „Am Rande des Eises“ 1933 und Dogra Magra (ドグラ・マグラ) – „Dogura Magura“  1935, sein Meisterwerk.